# Дель Пиано, Анна Рита
Анна Рита Дель Пиано (итал. Anna Rita Del Piano, настоящее имя — Анна Рита Виапиано, итал. Anna Rita Viapiano; род. 26 июля 1966, Кассано-делле-Мурдже) — итальянская киноактриса и театральный режиссёр.

## Биография
Родилась в Кассано-делле-Мурдже, где провела детство; позже она со своей семьей переехала в Матеру, где занималась балетом, а в 14 лет увлеклась театром. В Матере Анна Рита посещала различные театральные студии. В 1984 году она продолжила обучаться танцам в Бари и танцевала в труппе Dancemania. Позже дель Пиано с отличием окончила Университет Урбино Исефа и поступила в консерваторию Эджидио Ромуальдо Дуни в Матере.
В кино дебютировала в 1995 году в эпизодической роли в фильме Джузеппе Торнаторе «Фабрика звёзд». Вскоре после съёмок она уехала в Рим, где начала посещать различные киношколы. На телевидении Пиано дебютировала в 1997 году в фильме «Четвёртый король», где сыграла больную проказой красавицу, а затем снялась в других художественных фильмах, таких как «Последний» и «Валерия – врач по призванию».
В 2000 году сыграла одну из главных ролей, сестры Сореллы Челестины, в телевизионной драме Le ali della vita и Le ali della vita 2 с Сабриной Ферилли и Вирной Лизи. Вскоре она также получила главные роли в фильмах «Мария Горетти» (2003) и L’uomo sbagliato (2005).
В 2011 году Пиано вернулась в Кассано-делле-Мурдже, чтобы представить свою последнюю режиссёрскую работу Parigi nell’Anno del Signore.

## Фильмография
| Год  |     | Русское название            | Оригинальное название          | Роль              |
| ---- | --- | --------------------------- | ------------------------------ | ----------------- |
| 1995 | ф   | Фабрика звёзд               | L'uomo delle stelle            |                   |
| 1997 | ф   | Четвёртый король            | Il quarto re                   |                   |
| 1998 | тф  | Последний                   | Ultimo                         | Сильвана          |
| 1999 | ф   | Кормилица                   | La balia                       |                   |
| 1999 | с   |                             | Non lasciamoci più             | Мара              |
| 1999 | кор |                             | Indimenticabile                |                   |
| 2000 | тф  |                             | Le ali della vita              | Сорелла Челестина |
| 2000 | с   | Валерия – врач по призванию | Valeria medico legale          | эпизод            |
| 2001 | тф  |                             | Le ali della vita 2            | Сорелла Челестина |
| 2002 | ф   | Возвращаться назад          | Tornare indietro               | мать Рокко        |
| 2003 | ф   |                             | I terrazzi.1                   | Аманда            |
| 2003 | тф  | Мария Горетти               | Maria Goretti                  |                   |
| 2004 | с   | Сезон преступности          | La stagione dei delitti        | мать Барбары      |
| 2004 | ф   | Без совести                 | Verso nord                     | мать Ролло        |
| 2005 | тф  |                             | L'uomo sbagliato               | Кристиана         |
| 2005 | тф  | Империя Святого Петра       | San Pietro                     | Фламиниа          |
| 2005 | ф   |                             | Le bande                       | Джиузи            |
| 2009 | ф   |                             | Focaccia blues                 | Бильеттаия        |
| 2009 | ф   |                             | Il cadavere di vetro           | молодая жена      |
| 2009 | ф   | Человек в чёрном            | L'uomo nero                    | Ведова Павоне     |
| 2010 | тф  | Скандал Римского банка      | Lo scandalo della Banca Romana |                   |
| 2011 | ф   | Какой прекрасный день       | Che bella giornata             | Анна              |
| 2012 | ф   | Операция «Каникулы»         | Operazione vacanze             | Ванесса           |
| 2012 | ф   |                             | Quando il sole sorgerà         |                   |
| 2013 | ф   | Мечта жизни                 | Una vita da sogno              | Джованна          |
| 2014 | ф   | Друзья, как мы              | Amici come noi                 | Анджела           |

## Работы в театре

### Актриса
- Zapping (1996)
- Anche al Boss piace Caldo (1997)
- SPQR — Se Parlasse Questa Roma (1997)
- Tu sai che io so che tu sai (Estate romana) (1997)
- La Corona Rubata (1998)
- Molly and Dedalus (1998)
- Parsifal (1998)
- Strano, Stranissimo anzi Normale (2004)
- Lo scherzo (1999)
- Un Viaggio chiamato Amore (2002)
- Orfeo agli Inferi (2003)
- Pierino e il Lupo (2003)
- Giravoce (2004)
- Cesira (2004)
- Souvenir dell’operetta (2004)
- Yerma e le Altre (2005)
- Ruzantimando (2006)
- Casa Bardi nascita del Melodramma (2007)
- Edipo Re (2007)
- Operina Rock
- Camerata Bardi (2008)
- Casa di Bernarada Alba (2008)
- Due Cose Amare e una Dolce (2008)
- Ruzzantimando (2008)
- Arie di Napoli (2009)
- Ombretenue omaggio a Billie Holiday (2009)
- Моноспектакль Portapporta (2010)
- Come prendere 2 piccioni con una fava (2011)
- Nulla è Cambiato (2011)[2]

### Режиссёр
- Мюзикл Grease в театре Regina Pacis в Риме (2002)
- Мюзикл Scugnizzi в театре «Добрый Пастырь» в Риме (2006)
- Мюзикл Il mago di Oz в театре «Добрый Пастырь» в Риме (2007)
- Мюзикл La bella e la bestia в театре «Монтале» в Риме (2008)
- Мюзикл Rugantino в театре «Монтале» в Риме (2009)
- Мюзикл Gian Burrasca в театре «Монтале» в Риме (2010)
- Мюзикл Blues Brothers в театре Regina Pacis в Риме
- Концерт Parigi nell’anno del Signore в церкви Санта-Мария-ди-Кассано-делле-Мурдже (2011)
- Мюзикл Sette spose per sette fratelli в театре «Монтале» в Риме (2012)

## Реклама
- 2009 — Оператор связи Infostrada (вместе с Розарио Фьорелло и Майком Бонджорно[англ.])
- 2011 — Йогурт Danacol (вместе с Ритой делла Кьеза)
- 2012 — Минеральная добавка для женщин Donnamag

## Награды и номинации
- Festival del Cinema e della Televisione
  - 2001 — Награда «Лучшая актриса второго плана» (за фильм Le ali della vita)
  - 2005 — Награда «Лучшая актриса второго плана» (за фильм L’uomo sbagliato)
- 48 ORE IN CORTO
  - 2012 — Номинация в категории «Лучшая актриса»